# Zbigniew Paszta
Zbigniew Henryk Paszta (ur. 8 lipca 1937 w Białymstoku, zm. 19 kwietnia 1981 w Sanoku) – polski chemik, pracownik przemysłu gumowego związany z Sanokiem.

## Życiorys

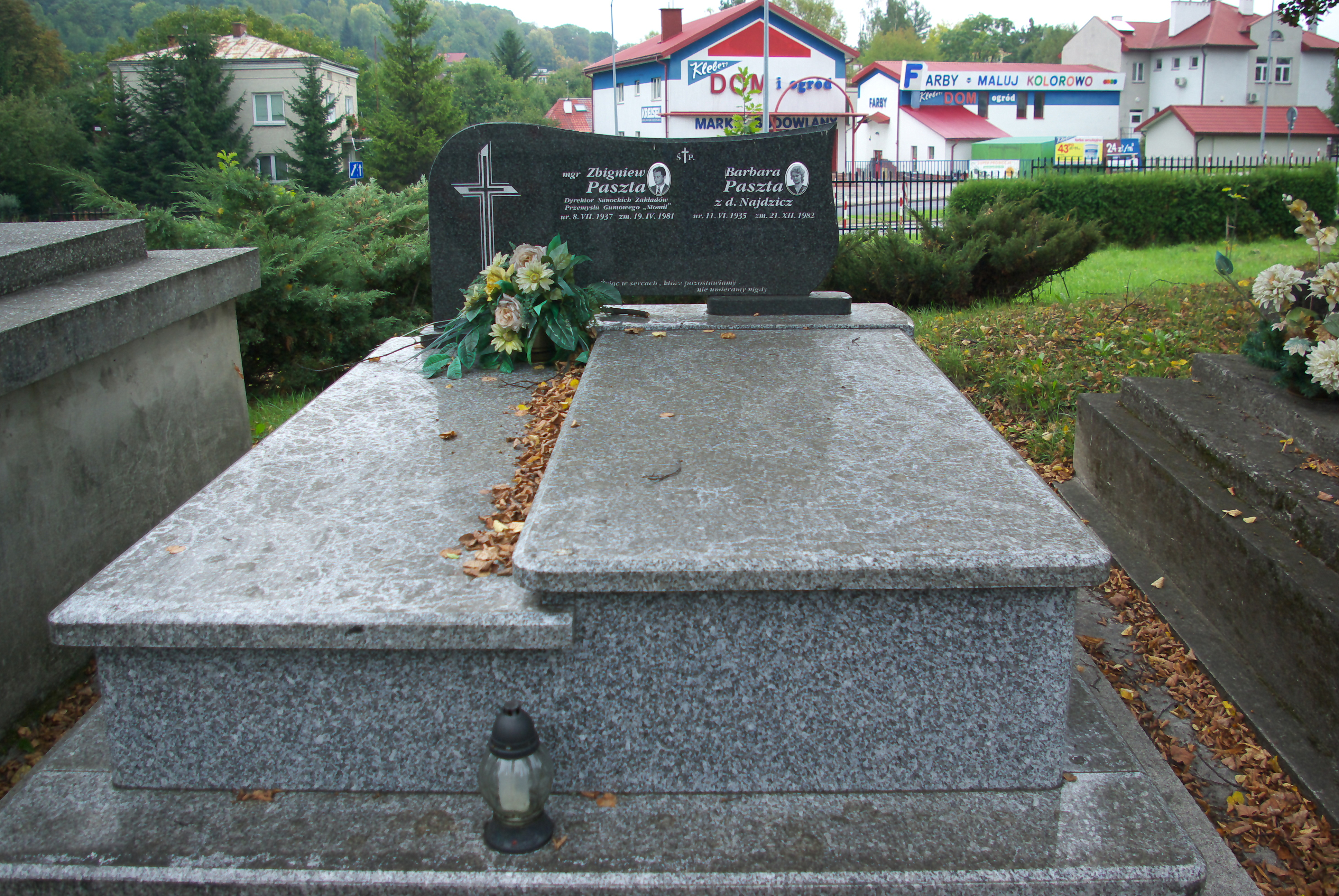
Grobowiec Zbigniewa Paszty

Zbigniew Henryk Paszta urodził się 8 lipca 1937 w Białymstoku. Był synem Henryka i Jadwigi z domu Świrydowicz. W 1953 zdał maturę w Państwowej Szkole Ogólnokształcącej stopnia podstawowego i licealnego w Żarach. Od tego roku prowadził studia na Wydziale Matematyki, Fizyki i Chemii Uniwersytetu im. Adama Mickiewicza w Poznaniu, które ukończył w 1958 z tytułem magistra chemii. 
27 grudnia 1961 podjął pracę w Sanockich Zakładach Przemysłu Gumowego „Stomil” w Sanoku. W fabryce z niewieloma fachowcami wykwalifikowanej kadry pracował początkowo jako technolog oddziałowy (i równolegle zastępca kierownika działu konfekcji i wulkanizacji), na stanowisku mistrza (1962), odznaczał się zaangażowaniem, często był czynny dziennie po kilkanaście godzin. Poza działaniem w ramach produkcji był aktywny na polu organizacyjnym, społecznym, partyjnym (np. jako przewodniczący Rady Robotniczej w latach 1968-1972), kulturalno-oświatowym, sportowym. Później, od 1972 do 1977 był zastępcą dyrektora ds. produkcji i obrotu towarowego. Od 1977 sprawował stanowisko dyrektora naczelnego SZPG „Stomil” w Sanoku. 6 listopada 1977 został wybrany członkiem egzekutywy Komitetu Zakładowego PZPR w SZPG „Stomil” w Sanoku.
Na przełomie 1980/1981 zaistniały trudne miesiące dla Stomilu z uwagi na wyniki kontroli NIK wykazującej brak osiągnięcia pożądanego celu po rozbudowie fabryki z lat 1974-1978, zmiany personalne w kierownictwie, wdrożenie planu naprawczego. Dyrektor Paszta od końca marca przebywał w sanatorium. W Wielką Sobotę 18 kwietnia 1981 stracił przytomność w swoim domu, a następnego dnia rano 19 kwietnia 1981 zmarł w sanockim szpitalu w wieku 44 lat. Został pochowany na Cmentarzu Centralnym w Sanoku 21 kwietnia 1981. Nagrobek został ufundowany przez sanocką fabrykę „Stomil”. Jego żoną była Barbara z domu Najdzicz (1935-1982), córka Bronisława i Apolonii.

## Odznaczenia
- Krzyż Kawalerski Orderu Odrodzenia Polski[2][4].
- Srebrny Krzyż Zasługi[2][4].
- Medal 30-lecia Polski Ludowej (1975)[17].
- Odznaka „Za zasługi dla przemysłu chemicznego”[4].
- Odznaczenia resortowe[2][4].
- Medal „Za Zasługi dla Pożarnictwa”[4].
- Odznaka „Zasłużony dla Sanoka”[4].
- Odznaka „Zasłużony Działacz Polskiego Związku Podnoszenia Ciężarów”[18].